# Нестеров, Юрий Иванович
Юрий Иванович Нестеров (род. 16 сентября 1936, Ростов-на-Дону) — советский футболист, нападающий.

## Биография
В 1957 году провёл один матч за «Пищевик» Калининград. С 1958 года — игрок «Авангарда» Харьков, с которым в следующем году вышел в класс «А». В чемпионате СССР в 1960—1962 годах провёл 69 матчей, забил 12 голов, был одним из лидеров команды.
В 1961 году, во время пребывания ФК «Авангард» в КНДР, спас утопающего шестилетнего мальчика. В том же году награждён медалью «За спасение утопающих».
В дальнейшем играл за клубы «Днепр» Днепропетровск (1963), «Металлург» Запорожье (1964—1965).
В 1966 году выступал за «Звезду» Кировоград, «Шахтёр» Александрия, «Спартак» Мелитополь (играющий тренер).